# Villa Maria/Villa Agnes
Villa Maria (Wilhelminapark 3) en Villa Agnes (Wilhelminapark 5) vormen samen een vrijstaande dubbele villa aan het Wilhelminapark in de Limburgse stad Venlo.

## Geschiedenis
In 1902 werd de dubbelvilla gebouwd naar het ontwerp van architect Pierre Rassaerts. Het geheel kreeg de naam Villa Johanna.
Omstreeks 1920 kreeg Villa Agnes een serre met bovenliggend balkon.
In 1924 bouwde men een autogarage.
In 1932 bouwde men een veranda en wijzigde men het balkon aan de achterzijde.

## Bouwwerk
De villa heeft een asymmetrische gevel, dat voornamelijk gezien wordt in de art nouveau, terwijl de overstek van de houten kroonlijst een verwijzing is naar de Chaletstijl.

### Villa Maria
Het pand heeft twee bouwlagen met een souterrain en kapverdieping op een min of meer rechthoekig plattegrond. Het dak is meervoudig samengesteld en bestaat hoofdzakelijk uit schilddaken en zadeldaken, gedekt met muldenpannen. Het traptorentje aan de linkerzijgevel heeft een pseudo-tentdak. De frontgevel heeft een hoefijzervormige geveltop met vooruitstekende kroonlijst, waarbij de geveltop met een steekkap verbonden is met het zadeldak. Aan weerszijden van de kroonlijst bevinden zich twee afgeronde pilasters die uitgevoerd zijn in stucwerk. Verschillende vensters hebben een latei die wordt bekroond door een stucwerk.
De structuur van het interieur is intact gebleven. Rechts op de begane grond bevinden zich kamers-en-suite met tuinkamer of serre. Links van centrale gang annex hal bevinden zich het trappenhuis (in de vijfhoekige toren), de wc (in de toren op kwartcirkelvormig grondvlak) en de keuken (in de rechthoekige toren).
De vloer van de gang bestaat uit marmeren vloerplaten met gestucte wanden; de houten trap is authentiek en voorzien een geornamenteerde hoofdbaluster. Voorts is het plafond, alsmede twee consoles, voorzien van het nodige stucwerk in florale art-nouveaustijl.
Hetzelfde geldt voor het plafond van de voorkamer: een ovaal stucornament met een dubbele sierrand. Ook is hier nog de marmeren schouw aanwezig welke in de achterkamer verwijderd is. In de achterkamer is het plafond verluchtigd met een rozet en een enkelvoudige sierrand, ook hier weer in florale art-nouveaustijl.
De suitedeuren tussen voor en achterkamer zijn nog aanwezig en voorzien van glas-in-loodramen. Zowel voor-als achterkamer beschikken nog over de originele parketvloer. De serre heeft een eenvoudig floraal rozet.
Op de 1e verdieping zijn een badkamer, wc en slaapkamers-en-suite, welke beide voorzien zijn van een groot stucornament en een enkelvoudige sierlijst.
De badkamer heeft gedeeltelijk nog het authentieke vroeg-20e-eeuwse sanitair. Op de zolder (3e verdieping) zijn nog oude dakspanten aanwezig.

### Villa Agnes
Het pand heeft twee bouwlagen met een souterrain en kapverdieping op een rechthoekig plattegrond. Het wordt gedekt door een zadeldak met muldenpannen. Voor de ingang bevindt zich een natuurstenen trap die door gecementeerde muurtjes met leuning van siersmeedwerk in art-nouveaustijl geflankeerd wordt. De aangebouwde serre eindigt boven de eerste verdieping. Ter hoogte van de eerste verdieping van de zijgevel wordt de baksteenfries onderbroken door een vierkant medaillon met daarin het jaartal 1902 met daarboven een gebeeldhouwde kop en een rozet op elk van de vier hoeken. Aan weerszijden wordt het medaillon geflankeerd door twee gecanneleerde pilasters die bekroond elk worden door een pijnappelvormig ornament. Midden onder het medaillon komen op een console twee pendentiefs samen en zijn versierd met acanthusbladeren en palmetten. In de frontgevel is in het vlak van de eerste verdieping een waaiervormig stucwerkmedaillon aangebracht, waarin de naam "Agnes" staat dat omgeven wordt door een bloemmotief. 